# Colonia Delta
Colonia Delta ist eine Ortschaft in Uruguay.

## Geographie
Colonia Delta befindet sich auf dem Gebiet des Departamento San José in dessen Sektor 5. Ansiedlungen in der Nähe sind das am Río de la Plata gelegene Boca del Cufré in westlicher Richtung, La Boyada im Nordosten, Ecilda Paullier und Scavino im Nordnordwesten, sowie das in der Cuchilla Pereira gelegene Mevir Costas de Pereyra im Südosten.

## Geschichte
Bei Colonia Delta handelt es sich um eine Mennonitenkolonie. Sie wurde von während des Zweiten Weltkriegs eingewanderten Deutschen gegründet.

## Einwohner
Die Einwohnerzahl von Colonia Delta beträgt 41 (Stand: 2011), davon 16 männliche und 25 weibliche. Für die vorhergehenden Volkszählungen der Jahre 1963, 1975, 1985, 1996 und 2004 sind beim Instituto Nacional de Estadística de Uruguay keine Daten erfasst worden.
| Jahr | Einwohner |
| ---- | --------- |
| 1996 | -         |
| 2004 | -         |
| 2011 | 41        |

Quelle: Instituto Nacional de Estadística de Uruguay